# Mit o stworzeniu pożywienia
Mit o stworzeniu pożywienia – aztecki mit o stworzeniu kukurydzy, bohaterami którego są azteckie bóstwa kreacyjne Nanahuatl i Quetzalcoatl

## Treść mitu
Po stworzeniu ludzi, według mitów, bogowie zaczęli zastanawiać się nad kwestią pożywienia dla człowieka. W mitologii azteckiej występuje jeden mit na temat stworzenia pokarmu. Jego bohaterem jest bóg Quetzalcoatl, który to pewnego dnia, zamieniwszy się uprzednio w czarną mrówkę, spotkał czerwoną mrówkę niosącą ziarno kukurydzy. Zapytał ją, skąd niesie owo ziarno. Mrówka początkowo niechętnie, zaprowadziła go na górę Tonacatepetl (Góra Naszego Pożywienia), czyli górę zboża. Bóg zebrał zboże i zaniósł je do innych bogów a ci przeżuwszy je włożyli człowiekowi w usta by uczynić go silniejszym. Następnie bogowie zaczęli zastanawiać się co zrobić z górą. Quetzalcoatl obwiązał górę sznurkiem i chciał ją włożyć sobie na plecy, lecz sztuka ta mu się nie udała. Wówczas bóg Oxomoco wraz ze swoją żoną Cipactonal (Blask Cipactli), wywróżył z ziaren kukurydzy, że jedynie bóg Nanahuatl („Wrzodowaty”) może wydobyć za pomocą kijów, ziarna z góry Tonacatepetl, którą następnie starł w proch. Do czynu tego przygotowali się tlalokowie – bogowie deszczu – o różnych barwach: niebiescy, biali, żółci i czerwoni. Oxomoco rozbił górę Tonacatepetl i wydobył ziarna, które tlalokowie porwali dla siebie. Z tych ziaren powstała kukurydza biała, czarna, żółta, czerwona, fasola i inne ziarna, chia, michihuauhtli i całe pożywienie. Nanahuatl, czasem zwany Nanahuatzin, był tym bogiem, który sam siebie złożył w ofierze skacząc w ogień przez co stał się słońcem.
W innym micie azteckim na temat stworzenia pożywienia głównym bohaterem jest Cinteotl.